# Ведянці
Ведя́нці (рос. Ведянцы, ерз. Ведянцы) — село у складі Ічалківського району Мордовії, Росія. Входить до складу Берегово-Сиресівського сільського поселення.

## Населення
Населення — 155 осіб (2010; 200 у 2002).
Національний склад (станом на 2002 рік):
- росіяни — 77 %